# Jung-München
Jung-München war ein Münchner Künstlerverein, der sich von 1853 bis 1864 im Café Tafelmayer, Ottostraße 2 und in Zum Kappler in der Promenadenstrasse 13 traf
Zu den Mitgliedern gehörten:
- Heinrich von Angeli, Genre- und Bildnismaler
- Moritz von Beckerath, Historienmaler
- Kaspar Braun, Maler und Zeichner
- Wilhelm Busch, Maler
- Wilhelm von Diez, der spätere Begründer der Münchner Schule
- Eduard Heinel, Genre- und Landschaftsmaler, auch Komponist für Jung-München
- Johann Philipp Hoff, Bildhauer und später Photograph[3]
- Adam Huber, Maler
- Hermann Krüger, Landschaftsmaler
- Ernst Küster, Historienmaler
- Heinrich Lang, Maler
- Friedrich Lossow, Maler
- Andreas Müller, Historienmaler
- Joseph Munsch, Historien- und Genremaler
- Theodor Pixis (Maler), Historienmaler, der der 1902 zu Wilhelm Buschs siebzigstem Geburtstag Erinnerungen an Jung-München veröffentlichte[4]
- Ernst Friedrich Wilhelm Rögge, Historienmaler
- Friedrich Schierholz, Bildhauer
- Moritz von Schwind, Maler
- Friedrich Schwörer, Maler und Illustrator
- August Spieß, Historienmaler
- Heinrich Spieß, Historienmaler
- Otto Stöger, Maler und Vereinspoet, das Urbild für Wilhelm Buschs Münchener Bilderbogen Der kleine Maler mit der großen Mappe
- William Unger, Maler und Radierer
- Adalbert Waagen, Landschaftsmaler

Außerordentliche Mitglieder waren:
- Otto Friedrich Bassermann, Buchhändler und Verleger
- Kaspar Braun, Maler, Zeichner und Verleger, der 1843 mit dem Buchhändler Friedrich Schneider die Verlagsbuchhandlung Braun & Schneider gründete und seit 1845 die Fliegenden Blätter herausgab
- Ernst Hanfstaengl, Maler
- Georg Kremplsetzer, Komponist, später Kapellmeister am Aktientheater in München

Jung-München war weniger eine Künstlervereinigung programmatischen Charakters etwa in Art einer Secession – es gab zwar einen gewissen Abstand zum akademischen Kunstbetrieb, dieser Abstand wirkte aber nicht ausschließend, was sich an dem erheblichen Anteil von Historienmalern bei den Mitgliedern zeigt –, das Schwergewicht lag vielmehr auf geselligem Zusammensein und dem Ausrichten von Festen.
Wie andere Münchner Künstlervereinigung auch veranstalte der Verein aufwändig ausgestattete Maienspiele und Faschingsfeste.

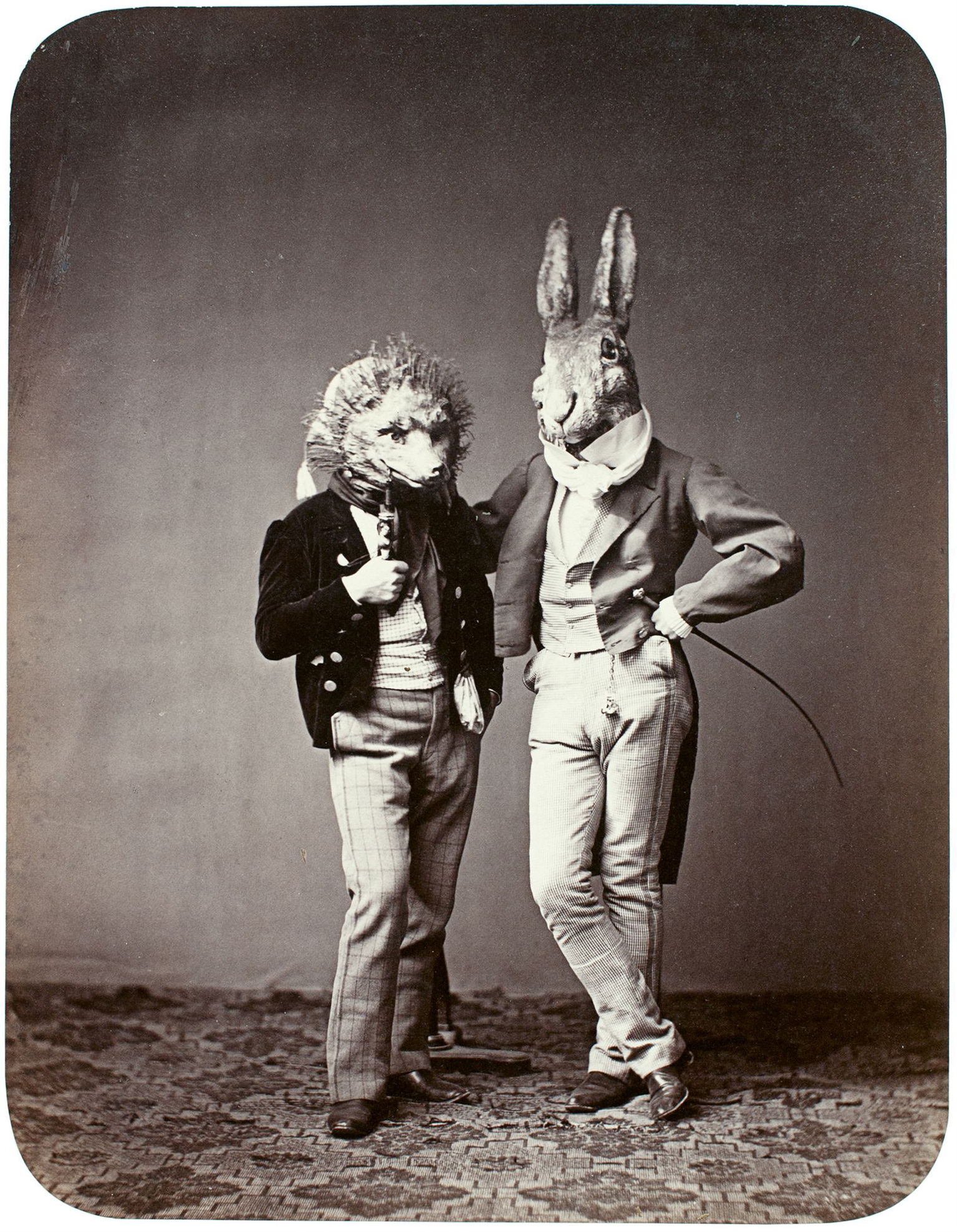
Vereinsmitglieder als Hase und Igel beim Maskenfest 1862 (Fotografie von Joseph Albert)

Einen Höhepunkt des Vereinslebens bildete das Maskenfest des Künstlervereins Jung-München von 1862, das unter dem Motto Die deutsche Märchenwelt stand und dessen Programm und Ausstattung von Wilhelm Busch gestaltet worden waren. Zu diesem Fest, an dem sich die ganze Künstlerwelt Münchens beteiligte und an dem auch der Wittelsbacher Hof erschien, schrieb Busch eine Oper Hänsel und Gretel, zu welcher Georg Kremplsetzer die Musik komponierte.
Zu den Umzügen und Spielen gehörte auch eine Festzeitung. Außerdem gab es als Bierzeitung Jung-Münchens den Politischen Beiwagen, verlegt von Wilhelm Diez.
1859 wurde im Verein der Orden der Nachtlichter begründet, dessen Diplom jedem neuen Mitglied feierlich um Mitternacht überreicht wurde. Das Diplom hatte Wilhelm Busch in altertümlichem Urkundenstil verfasst und gezeichnet und mit diversen Trinkersymbolen umrahmt, dazu den Spruch:

„Die Lichter der Nacht von Jung-München, so anitzo auf dem Stuhl sitzen, umb beime glockenschlag zwölfe zu hören, allwo die geister umbgehen, so umb dieselbige stund wach seint und offen augs, thun deme docht Busch zu kund und wissen, so selbiger in der betrachtung derer schweren pflichten, so ein nachtlicht fast tapfer zu thuen, sich also berufen glaubt zu brennen, dass selbiger von denen angezunden und für würdig erachtet worden sein in derer bund zu brennen, anno domini 1859 umb die zwölft stunde.“

Das von Busch ebenfalls entworfene Bundeswappen zeigte einen Hahn mit Hausschlüssel und Kerze. Überhaupt war Busch ein wegen seines Humors und seiner Beiträge bei den diversen Aktivitäten des Vereins besonders geschätztes Mitglied.
Am 8. Februar 1860 wurde die von Busch verfasste „romantische Oper“ in drei Akten Liebestreu und Grausamkeit uraufgeführt. Der von Busch gezeichnete Theaterzettel nennt einen gewissen „Motzhoven“ als Autor, eine humoristische Zusammenziehung von Moz-art und Beet-hoven. Die Musik stammte von Eduard Heinel.
Ein Ableger von Jung-München mit Hans von Marées, später Franz von Lenbach, Lorenz Gedon und Wilhelm Leibl traf sich ab 1863 in der Wirtschaft Lettenbauer in der Landwehrstraße in München 5. Diese „Sezession“ gab auch eine eigene Stammtischzeitung heraus, den Knotenstock.
Enge personelle Verbindungen zwischen Jung-München gab es zu der Künstlergesellschaft Kasandra und zu der Brannenburger Künstlerkolonie. Nur noch wenige Jung-Münchener waren Mitglied der 1873 gegründeten Künstlergesellschaft Allotria, darunter Wilhelm Busch.